# Iso Toramojärvi
Iso Toramojärvi är en sjö i Finland. Den ligger i kommunen Rovaniemi i landskapet Lappland, i den norra delen av landet, 700 km norr om huvudstaden Helsingfors. Iso Toramojärvi ligger 165 meter över havet. Arean är 2,28 kvadratkilometer och strandlinjen är 8,92 kilometer lång. Sjön  ingår i Kemi älvs huvudavrinningsområde. 